# Dorfkirche Farsleben

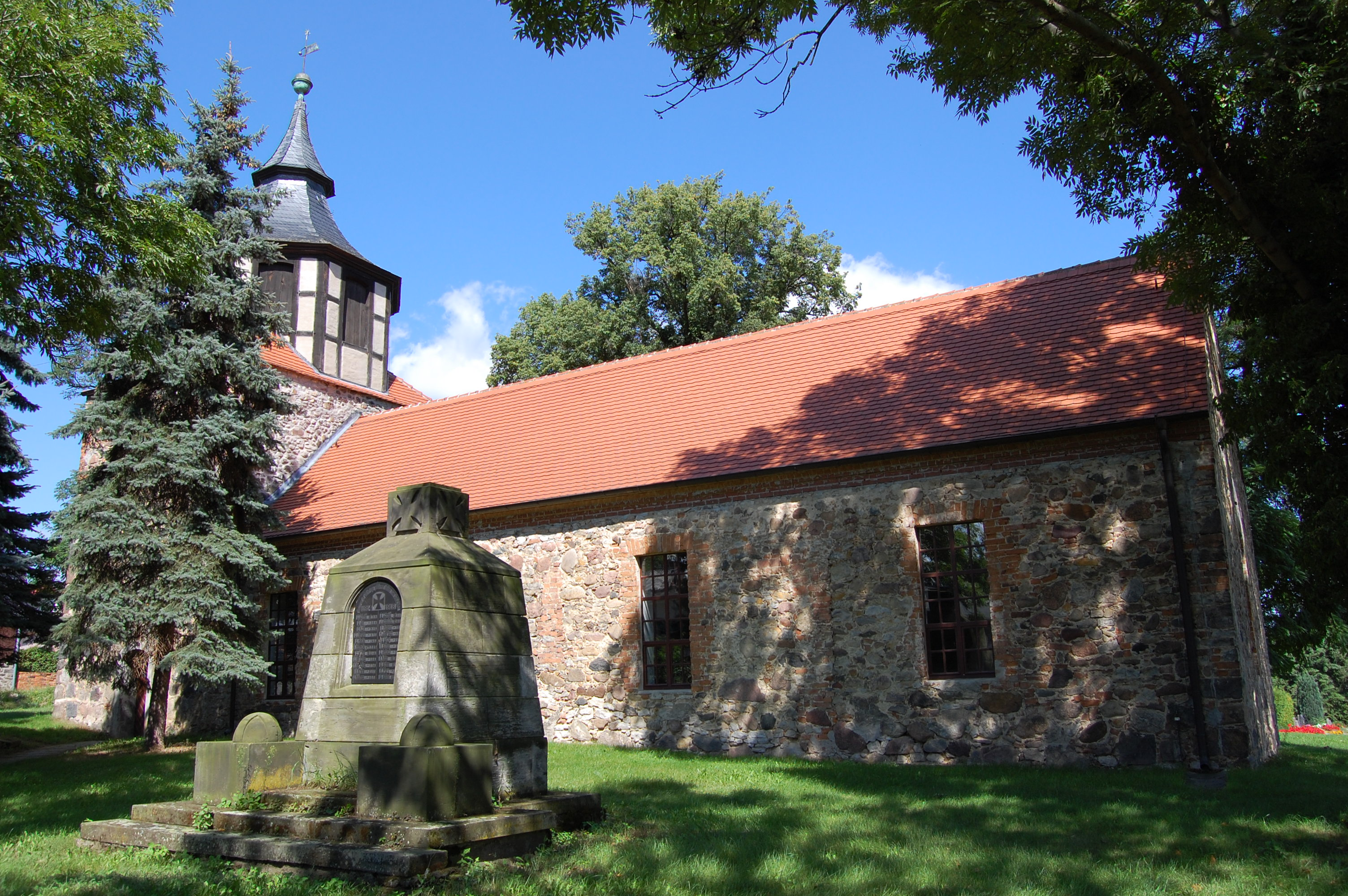
Dorfkirche Farsleben

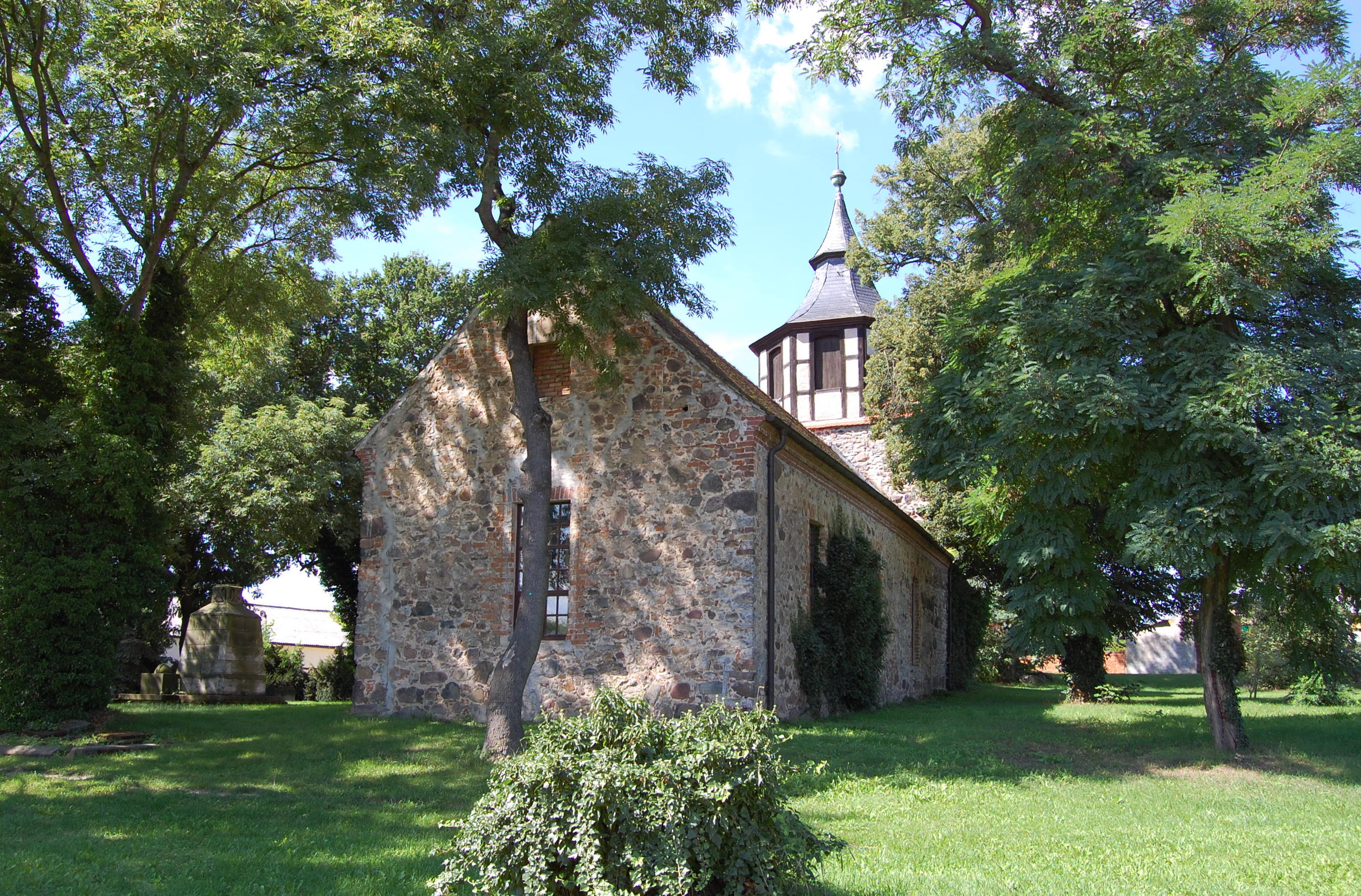

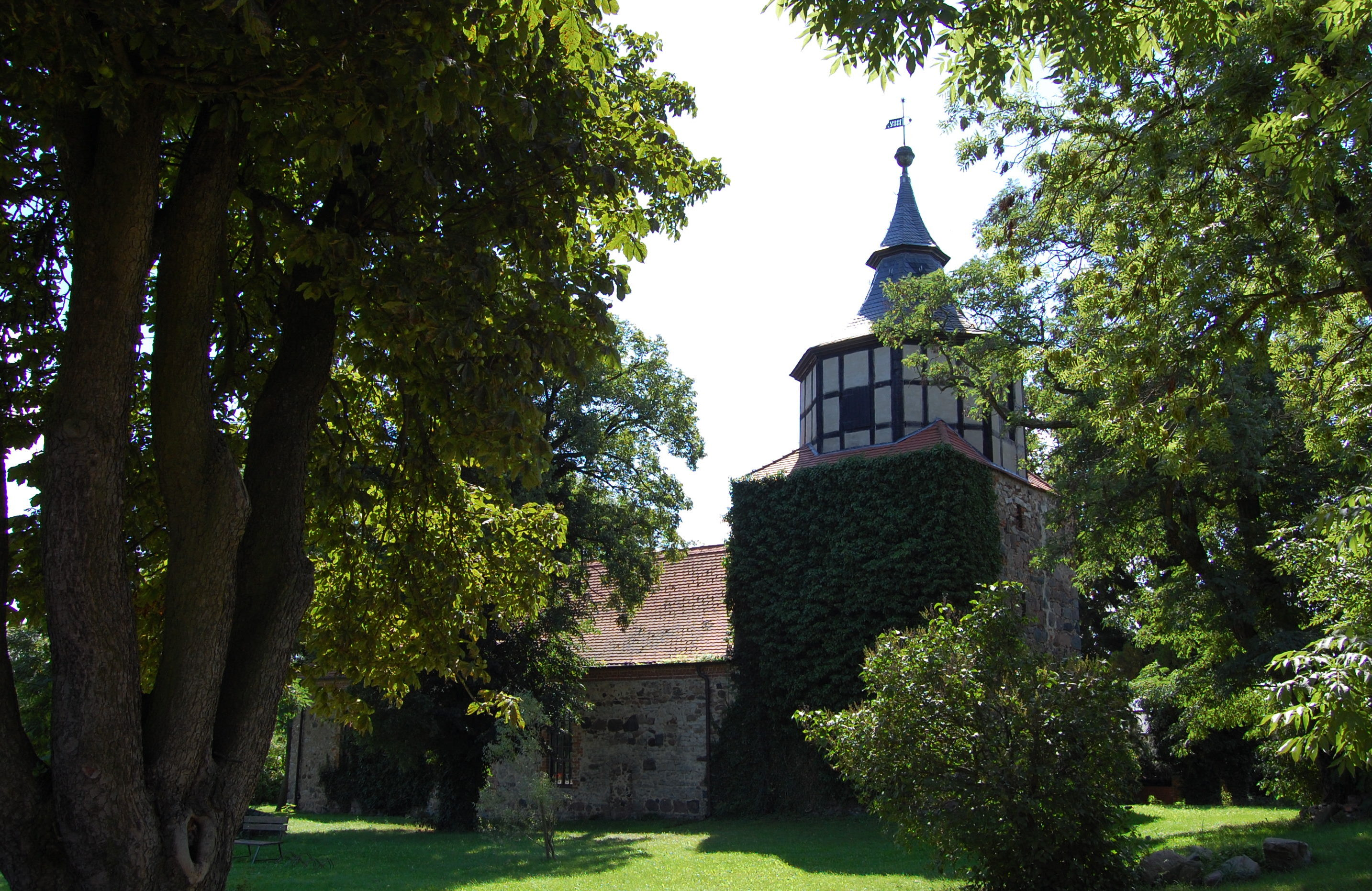
Kirchturm

Die Dorfkirche Farsleben ist die evangelische Kirche des zur Stadt Wolmirstedt gehörenden Dorfes Farsleben in Sachsen-Anhalt.

## Architektur und Geschichte
Die Saalkirche ist romanischen Ursprungs, wurde jedoch im Barock überformt. An der Westseite des langgestreckten Kirchenschiffs befindet sich der Kirchturm mit quadratischem Grundriss. Aus der Zeit des 12. Jahrhunderts sind die nördliche und südliche Wand des Kirchenschiffs erhalten. In den Wänden sind noch die später vermauerten ursprünglichen romanischen Öffnungen erkennbar.
Während des Dreißigjährigen Kriegs wurde die Kirche zerstört und dann 1655 wiederaufgebaut und um 1750 nach Osten erweitert. An der Nordseite der Kirche findet sich in der Wand eine deutlich zu erkennende Baunaht, die auf die Erweiterung zurückgeht. In dieser Zeit erhielt die Kirche auch ihre großen rechteckigen Fenster. Darüber hinaus wurde dem Turm ein achteckiges Fachwerkobergeschoss mit gedrungener Spitze aufgesetzt.
Von 1996 bis 2000 wurde die Kirche instand gesetzt.
Das Kircheninnere wird von einer hölzernen Tonnendecke überspannt. Die spätbarocke Ausstattung ist einfach und stammt aus der zweiten Hälfte des 18. Jahrhunderts. Es besteht eine Altarwand mit seitlichen Durchgängen. Der Kanzelkorb ist polygonal. Das Altargemälde entstand um 1960 durch H. Zatzka und stellt in expressivem Stil das Abendmahl dar. Im Kirchenschiff besteht eine Hufeisenempore.
Im Turmuntergeschoss steht ein Doppelgrabstein aus dem Jahr 1682 für Christoff Michaelsen und Bertha Preger. Ein figürlicher Pastorengrabstein für den 1618 verstorbenen Pastor Michael Mirus befindet sich an der nördlichen Außenwand.